# Osvaldo Ferreira de Melo
Osvaldo Ferreira de Melo ComIH (Florianópolis, 6 de dezembro de 1929 — Florianópolis, 17 de fevereiro de 2011) foi um destacado jurista brasileiro, lecionando durante três décadas na Universidade Federal de Santa Catarina. Contribuiu também com importantes estudos históricos sobre a emigração açoriana para o Brasil, e Literatura, Música e Folclore de Santa Catarina, sendo mesmo presidente do Instituto Histórico e Geográfico de Santa Catarina.
É bastante conhecido no meio acadêmico por seu Dicionário de Política Jurídica, publicado em 2000; além de sua tese de Livre-docência na Universidade Federal de Santa Catarina, Tendências do Federalismo no Brasil, publicada em 1976.
É de sua autoria a canção Itaguaçu, que ficou conhecida pela voz de Elza Soares.

## Biografia
Nasceu em 6 de dezembro de 1929, na Ilha de Santa Catarina, filho de Luis Osvaldo Ferreira de Melo e Ana Bosco de Melo. Descendente de imigrantes açorianos, desenvolveu importantes estudos sobre esse período histórico e suas consequencias, sendo por isto agraciado com a Comenda da Ordem do Infante D. Henrique, outorgada em 1989 pelo então Presidente de Portugal, Mário Soares.
Iniciou seus estudos de direito em 1954, na Universidade Federal de Santa Catarina, onde graduou-se em 1958. Especializou-se em Direito Constitucional pela Fundação Getulio Vargas, em 1967, e ainda no mesmo ano em Política Pública pelo Instituto Latino-Americano de Planejamento Econômico e Social (ILPES), órgão das Nações Unidas ligado à Comissão Econômica para a América Latina e o Caribe (CEPAL).
Sua carreira docente teve início em 1964, ministrando aulas nas disciplinas de Teoria Geral do Estado e Direito Constitucional na Universidade Federal de Santa Catarina. Conseguiu sua Livre-docência na universidade em 1974, e o direito de ministrar as aulas de Política Jurídica e Instituições de Direito Público no curso de Mestrado em Direito. Integrou os quadros da graduação até 1993, e do mestrado até o ano seguinte. De 1995 até seu falecimento foi professor permanente do curso de Mestrado em Direito da Universidade do Vale do Itajaí, onde foi condecorado Doutor Honoris Causa em 2010.
Fez parte do Conselho Estadual de Educação de Santa Catarina (CEESC) de 1963 a 1969, e do Conselho Estadual de Cultura de Santa Catarina (CECSC) de 1970 a 2003. Também foi pesquisador ad hoc do Conselho Nacional de Desenvolvimento Científico e Tecnológico (CNPq) desde 1996 e consultor ad hoc do Coordenação de Aperfeiçoamento de Pessoal de Nível Superior (CAPES) desde 2000 até sua morte.
A 9 de Junho de 1989 foi feito Comendador da Ordem do Infante D. Henrique de Portugal.
Foi eleito imortal da Academia Catarinense de Letras em 1995 e da Academia Catarinense de Filosofia em 2000.
Casado com Rosina Maria Fontes de Melo, teve três filhos (Maurício, Roberto e Elisa Maria).

## Publicações
- Introdução à História da Literatura Catarinense, 1958
- Teoria e Prática do Planejamento Educacional, 1969
- Aspectos Jurídicos do Planejamento Micro-Regional, 1972
- Tendências do Federalismo no Brasil, 1976
- Dicionário de Direito Político, 1978
- Para uma Política de Cultura, 1982
- A Rota Açoriana na América do Sul, 1991
- Fundamentos da Política Jurídica, 1994
- A Maçonaria Catarinense no Período Imperial, 1997
- Temas Atuais de Política do Direito, 1998
- Dicionário de Política Jurídica, 2000
- Magia dos Sons, 2002
- Glossário de Instituições Vigentes no Brasil-Colônia e Brasil-Império, 2003
- Política Jurídica e Pós-Modernidade, 2009 (em co-autoria com Maria da Graça dos Santos Dias e Moacyr Motta da Silva)